# 顏會
顏會（1514年—1556年），字禮卿，號雙塘，福建漳州府龍溪縣人，軍籍，明朝政治人物。

## 生平
嘉靖二十五年（1546年）丙午科福建鄉試第二十七名舉人。嘉靖二十九年（1550年）中式庚戌科會試第一百五十五名，三甲第一百六十九名進士。授广东海阳县知县。升南刑部主事。年四十三。

## 家族
曾祖顏光理；祖父顏子敬；父顏甫用，母楊氏。慈侍下。